# Либохора (Стрыйский район)
Либохора (укр. Либохора) — село в Славской поселковой общине Стрыйского района Львовской области Украины.
Население по переписи 2001 года составляло 918 человек. Занимает площадь 1,46 км². Почтовый индекс — 82632. Телефонный код — 3251.